# OnePlus 6
Das OnePlus 6 ist ein vom Hersteller OnePlus entwickeltes Smartphone. Es wurde am 16. Mai 2018 als Nachfolger des OnePlus 5T offiziell vorgestellt. Es ist in Deutschland seit dem 22. Mai 2018 in den Farben Silk White, Midnight Black, Mirror Black und (ab Juli 2018) Red online erhältlich. Das OnePlus 6 wurde erstmals auch über Amazon vertrieben.

## Design und Technik
Das OnePlus 6 besteht auf der Vorder- und Rückseite aus Corning Gorilla Glass 5. Kabelloses Laden über den Qi-Standard ist jedoch trotz Glasgehäuse nicht möglich. Es hat einen Dual-Nano-Simkarten-Slot, bietet dafür aber keine Speichererweiterung durch MicroSD-Karten an. Entsperroptionen gibt es durch entweder einen Fingerabdrucksensor auf der Rückseite oder durch Gesichtserkennung.
Auf der Rückseite sind zwei Kameras verbaut, welche durch OIS und EIS stabilisiert sind. Mit ihnen ist eine Videoaufnahme in Zeitlupe (720p 480 fps, 1080p 240 fps) oder in 4K mit 60 Bildern pro Sekunde möglich.
Des Weiteren ist das Handy spritzwassergeschützt und übersteht auch kurzes Eintauchen ins Wasser. Jedoch hat das Handy keine IP-Zertifizierung. Wasserschäden werden nicht von der Garantie gedeckt.